# Emoia cyanogaster
Emoia cyanogaster là một loài thằn lằn trong họ Scincidae. Loài này được Lesson mô tả khoa học đầu tiên năm 1830. Chúng được tìm thấy trên khắp châu Đại Dương.